# Canthigaster coronata
Canthigaster coronata és una espècie de peix de la família dels tetraodòntids i de l'ordre dels tetraodontiformes que es troba des del Mar Roig fins a Sodwana Bay (Sud-àfrica), les Hawaii, el sud del Japó i Nova Gal·les del Sud (Austràlia).
És un peix marí, de clima tropical i associat als esculls de corall que viu entre 6-100 m de fondària. Els mascles poden assolir 14 cm de longitud total. Menja una àmplia varietat d'organismes bentònics: gastròpodes, esponges de mar, algues, bivalves, poliquets, tunicats, eriçons de mar, briozous, cucs, petits crustacis i foraminífers.